# Lux Erika
Lux Erika (Budapest, 1946. december 25. –) magyar-német zongoraművésznő. Játékával nemzetközi hírnevet szerzett magának, különösen a magyar zene és Liszt Ferenc műveinek tolmácsolójaként.

## Életpályája
1949-ben kezdett el zongorázni. Első nyilvános fellépését 1951-ben tartotta. 1963-ban Mozart F-dúr zongoraversenyét, K. 459-et adta elő. 1963-ban a Liszt Ferenc Zeneművészeti Főiskola hallgatójaként kezdte meg zenei tanulmányait, amelyet summa cum laude és "Grand Prix"-vel fejezett be.
19 évesen az 1966-os budapesti Liszt-Bartók Zenei Verseny egyik díjazottja volt. Ez a díj egy sor kitüntetés kezdete volt, "köztük a müncheni ARD Nemzetközi Zenei Verseny, a szülőhelyén, Saint-Germain-en-Laye-ben megrendezett Debussy-verseny és a tokiói Madame Butterfly Wordwide zongoraverseny első díjai". A Magyar Rádió kitüntette többek között Szergej Szergejevics Prokofjev műveinek élő koncertjeiért és felvételeiért. Az augsburgi kerület művészeti díjjal tüntette ki.
Több mesterkurzuson is elmélyítette virtuóz játékát, többek között Wilhelm Kempffnél, aki az op. 101-es Beethoven-szonáta interpretációját "e nehéz mű minden szempontból meggyőző előadásának" nevezte.
Liszt Ferenc halálának 100. évfordulóján, 1986-ban a Bayerischer Rundfunk közvetítette "Liszt-estjét", amellyel a zeneszerző tiszteletére rendezett, ősbemutatókat tartalmazó koncertsorozatot nyitotta meg. Liszt ritkán játszott Opus 1. művének, "a későbbi Transzcendens etűdök eredeti változatának" előadása a Lux kiadónál jelent meg a zeneszerző születésének 200. évfordulóján (2011) kompakt lemezen, amelyen a Gellért dalok és Beethoven Adelaide című művének átiratai is szerepelnek. Ugyanekkor szólóban fellépett New Yorkban – 2011-ben ugyanott a "Music Summer Festival"-on is az Orpheus Kamarazenekar tagjaival -, valamint a Bebersee Fesztiválon és a wuppertali Euro Music Festivalon is.
A Német Liszt Társaság alapító elnöke, és a magyar kormány Liszt Ferenc-éremmel tüntette ki.
Vendégszerepelt a Salzburgi Ünnepi Játékokon, Flandriában és Párizsban, fellépett az Orchestre de la Suisse Romande, valamint az NHK Szimfonikus Zenekarral Tokióban, a Tivoli Zenekarral Koppenhágában, a Bajor Rádió Szimfonikus Zenekarával, a Bambergi Szimfonikusokkal és a Drezdai Filharmonikusokkal. 1989-ben Bonn városának 2000. évfordulója alkalmából Yehudi Menuhin vezényletével Ludwig van Beethoven op. 15., C-dúr 1. zongoraversenyét adta elő. A müncheni Cuvilliés Színházban Peter Schreierrel közösen Beethoven-dalokat és Liszt-zongoraátiratokat adott elő.
1990-ben kinevezték az akkori hannoveri Hochschule für Musik und Theater rendes tanárává. Azóta számos verseny zsűrijében ült, nemzetközi mesterkurzusokat tartott szerte a világon, és számos tanfolyamot és versenyt vezetett a prima vista játékhoz.
A magyar zene tolmácsolójaként koncertezett Párizsban, Londonban, Svájcban, Olaszországban, Ausztriában, Szovjetunióban, Norvégiában, Lengyelországban, Japánban és Kubában". Amikor a Bajor Rádió 1988-ban Bartók földi maradványainak New Yorkból Budapestre való hazaszállítása alkalmából emlékkoncertet rendezett a zeneszerző tiszteletére, ő volt a szólista, Hamari Júlia énekesnővel együtt. 1995-ben, Bartók halálának 50. évfordulóján az NDR Radiophilharmonie-val közösen adta elő Bartók Béla 3. zongoraversenyét. Számos más európai és tengerentúli televíziós és rádiós csatorna is készített felvételeket vele. A magyar Hungaroton lemezkiadó számos felvételt jelentetett meg Bartók, Brahms, Haydn, Liszt, Ravel és Szkrjabin műveivel.
Hugo Wolf dalait írta át zongorára, és 2004-ben a montepulcianói Palazzo Ricciben mutatta be Wittinger Róbert neki dedikált művét.

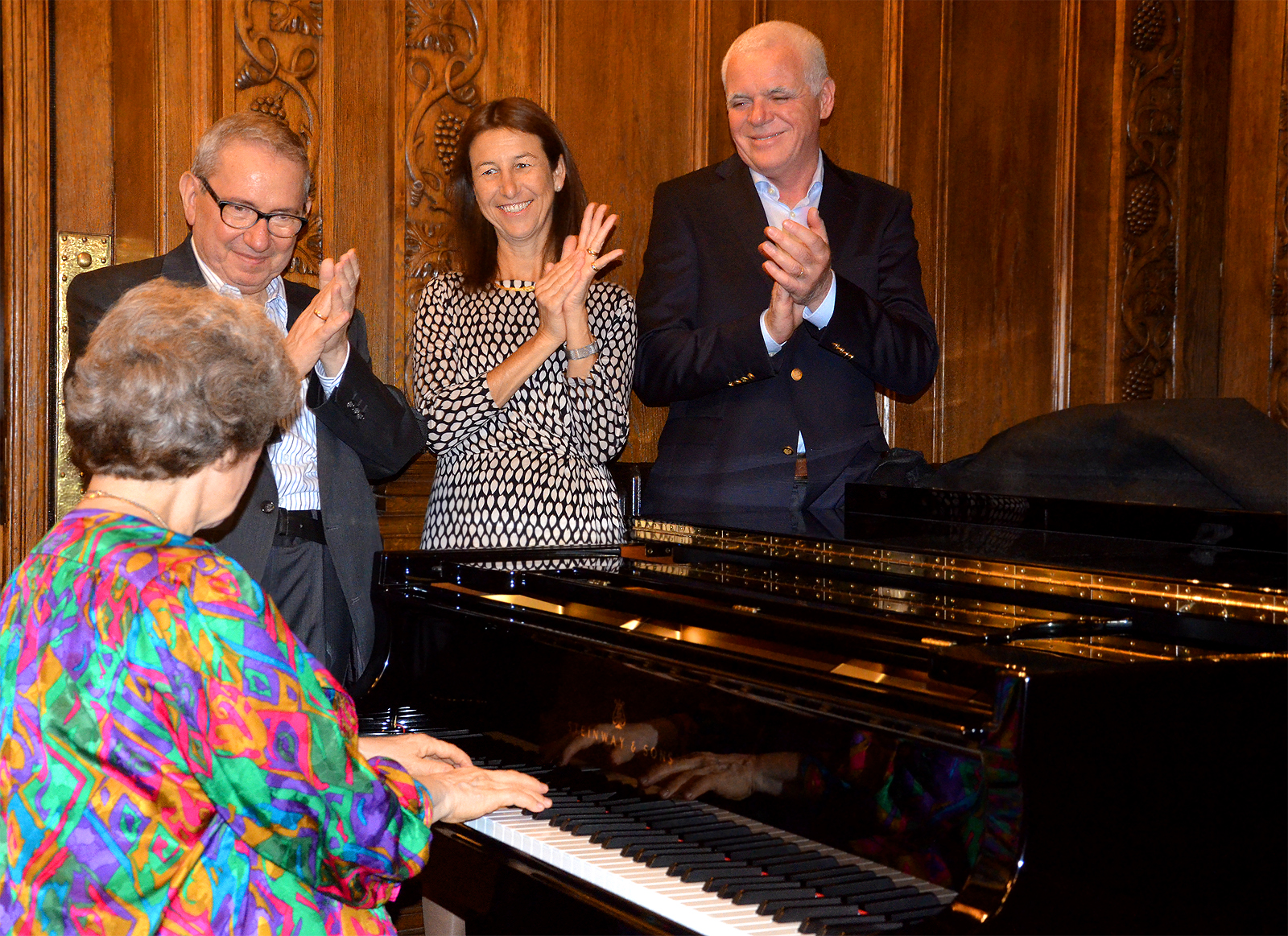
Lux Erika a koncertzongoránál Izsák Andor 72. születésnapján (mögötte balra), a háttérben jobbra Marion és Claudio Esteban Seleguan

Katolikusnak keresztelkedett és 1983-ban ment férjhez Izsák Andorhoz, a hannoveri Seligmann-villában működő Európai Zsidó Zenei Központ alapítójához, "kifejezetten kutatta a méltatlanul elfeledett műveket, különösen zsidó zeneszerzők műveit", amelyek műveit 2001-ben a budapesti Zsidó Fesztiválon adta elő. 2005-ben a düsseldorfi Schumann-terem, 2008-ban pedig a Berlini Filharmónia volt a helyszíne a Lux által újra felfedezett zsidó zeneszerzők előadásainak. Berlinben eljátszotta Louis Lewandowski újra felfedezett Héber rapszódiáját, és a párizsi Bösendorfer-teremben koncertet adott Charles-Valentin Alkan zongoraműveiből.
Kutatásai között szerepel Moritz és Alexander Moszkowski sokrétű életműve, többek között a Valse brillante nyolc kézre vagy az Anton Notenquetscher című Faust-jelenet paródiája, amelyet világpremierként Alexander May színésszel közösen adtak elő. Moritz Moszkowski 150. születésnapja alkalmából szülővárosában, Breslauban adta elő Moszkowski op. 59-es E-dúr zongoraversenyét, amely egyben saját ötvenedik zongoraversenye is volt.
Emellett elkötelezett híve Claude Debussy és Maurice Ravel szólóirodalmának, zongoraversenyeinek és kamarazenéjének; ezek megvalósítása a zongorával való impresszionista színezésként ő szerinte a "legnagyobb zongorista kihívások" közé tartozik.
A Magyar Turisztikai Hivatal a Híres magyarok sorozatban helyezte el őt.

## Fordítás
- Ez a szócikk részben vagy egészben  az   Erika Lux című német Wikipédia-szócikk ezen változatának fordításán alapul.  Az eredeti cikk szerkesztőit annak laptörténete sorolja fel. Ez a jelzés csupán a megfogalmazás eredetét és a szerzői jogokat jelzi, nem szolgál a cikkben szereplő információk forrásmegjelöléseként.